# Ludwig Tremmel
Ludwig Tremmel (24. května 1875 Vídeň – 1. prosince 1946 Vídeň) byl rakouský architekt. Kromě Rakouska působil také v Čechách, zejména v Plzni.

## Život
Narodil se do rodiny truhláře a tesaře Franze Josefa Tremmla (1829–1903) a jeho manželky Marie Walburgy Tremml, rozené Alesch (1844–1899). Ludwig měl čtyři sourozence. Bratry Adolfa, Josepha, Karla a sestru Marii.
Tremmel navštěvoval Státní obchodní školu ve Vídni, kde dokončil studium v roce 1894. Od roku 1895 do roku 1898 studoval na Akademii výtvarných umění ve Vídni kde byl studentem Victora Luntze. V letech 1904–1907 byl zaměstnán dolnorakouským místodržitelstvím jako architekt a během této doby postavil několik velkých staveb. Poté odešel do Plzně, kde až do zániku monarchie v roce 1918 působil jako učitel na státní odborné škole a také jako hlavní architekt Škodových závodů. Po návratu do Vídně pak vyučoval v letech 1919 až 1939 na technicko-průmyslovém spolkovém učilišti a působil také jako nezávislý architekt, mimo jiné i přímo ve Vídni.
Jeho manželkou byla Sophie Tremmel, rozená Weitz (1884–1965). S ní měl syny Friedricha a Erwina a dceru Mariliese (Maria Elisabeth).

## Význam
Ludwig Tremmel byl na akademii žákem Victora Luntze, který byl tradicionalistou, tudíž byl odpůrcem reformního úsilí Otto Wagnera. Tomu odpovídá i styl Tremmelových budov: byly pozdně historizující nebo neobarokní. I v době, kdy působil v Plzni, navrhoval Tremmel velmi dekorativní budovy, a dokonce i jeho průmyslové stavby měly sice reprezentativní charakter, ale s historizujícími tendencemi. Teprve po první světové válce se Tremmel postupně přizpůsobil moderně, i nadále ale jeho návrhy nesou expresionistické a dekorativní rysy.

## Dílo
- různé obytné a obchodní domy v Plzni (kolem 1913)[1][2]
- vojenská léčebna německého pečovatelského ústavu v Plzni (1913)[3]
- objekt filiálky Rakousko-uherské banky, dnes České národní banky v Českých Budějovicích (1913-1914)[4]
- přestavba zámku Žinkovy (1916)[5]
- Městské divadlo Teplice[3]